# Fields of Gold
 (juillet 2023).
Si vous disposez d'ouvrages ou d'articles de référence ou si vous connaissez des sites web de qualité traitant du thème abordé ici, merci de compléter l'article en donnant les références utiles à sa vérifiabilité et en les liant à la section « Notes et références ».
Singles de Sting
Seven Days
(1993) Shape of My Heart
(1993)
Fields of Gold (Champs d'or) est un single de Sting sorti en 1993 issu de l'album Ten Summoner's Tales.

## Historique
Sortie en single en 1993, Fields of Gold apparait comme troisième piste de l'album Ten Summoner's Tales. Toutes les chansons du disque ont été enregistrées à Lake House dans le Wiltshire, son manoir du XVIe siècle, mixés au Townhouse Studio de Londres et masterisés à Masterdisk, New York. Le solo d'harmonica est joué par Brendan Power et la Northumbrian smallpipes par Kathryn Tickell. Le clip vidéo a été réalisé par Kevin Godley. 
La couverture de la pochette du single est une photo du vieux château de Wardour dans le Wiltshire, issue de la même séance que pour la couverture de l'album[réf. nécessaire]. 

Dans l'ouvrage Lyrics by Sting, le chanteur décrit la vue depuis son manoir :

« En Angleterre, notre maison est entourée de champs d'orge et, en été, il est fascinant de voir le vent se déplacer sur la surface scintillante, comme des vagues sur un océan d'or. Il y a quelque chose d'intrinsèquement sexy dans la vue, quelque chose de primaire, comme si le vent faisait l'amour avec l'orge. Les amoureux ont fait des promesses ici, j'en suis sûr, leurs liens renforcés par le cycle réconfortant des saisons. »

Grand fan des Beatles, Sting est honoré et très touché lorsque Paul McCartney affirme qu'il aurait aimé écrire cette chanson.

## Réception
Le titre atteint la 16e place du UK Singles Chart et la 2e de l'Hot Adult Contemporary Tracks.
La chanson donne son nom et est incluse dans la première compilation de Sting Fields of Gold: The Best of Sting 1984-1994 (1994), ainsi que sur The Very Best of Sting & The Police (en) (1997) et enfin sur The Best of 25 Years (en) en 2011.

## Reprises
En 2006, Sting a réenregistré cette chanson comme piste bonus de l'album Songs from the Labyrinth (2006), avec un accompagnement de luth. Puis il la reprend en 2019 sur son album My Songs dans un arrangement complètement différent, sur lequel il double sa voix, il est accompagné de David Sancious aux claviers.
La chanson a été reprise notamment par la chanteuse américaine Eva Cassidy, le jazzman français Thomas Enhco, et par la chanteuse britannique Ellie Goulding.